# Daniel Mahrer
Daniel Mahrer (* 6. Januar 1962 in Chur) ist ein ehemaliger Schweizer Skirennfahrer.

## Biografie
Er gewann in seiner Laufbahn acht Weltcuprennen und bei den Skiweltmeisterschaften 1991 in Saalbach Bronze in der Abfahrt. Sein erster Abfahrtssieg (7. Dezember 1987 in Val-d’Isère) wies die Besonderheit auf, dass es sich um ein neu angesetztes Rennen handelte. Auch am Vortag hatte er (vor Markus Wasmeier und Peter Müller) geführt, doch gab es wegen schlechter Sichtverhältnisse einen Abbruch. Beim Riesenslalomtraining am 26. Februar 1988 brach er sich die linke Mittelhand, brauchte aber nicht operiert zu werden.
Im Jahr 1996 beendete er seine Karriere als Skirennfahrer. Seit 2005 organisiert er sportliche Veranstaltungen. 

## Weltcupsiege
| Datum            | Ort                    | Land        | Disziplin |
| ---------------- | ---------------------- | ----------- | --------- |
| 3. März 1985     | Furano                 | Japan       | Super-G   |
| 7. Dezember 1987 | Val-d’Isère            | Frankreich  | Abfahrt   |
| 24. Januar 1988  | Leukerbad              | Schweiz     | Abfahrt   |
| 14. Januar 1989  | Kitzbühel              | Österreich  | Abfahrt   |
| 5. Januar 1991   | Garmisch-Partenkirchen | Deutschland | Abfahrt   |
| 7. März 1992     | Panorama               | Kanada      | Abfahrt   |
| 14. März 1992    | Aspen                  | USA         | Abfahrt   |
| 11. Januar 1993  | Garmisch-Partenkirchen | Deutschland | Abfahrt   |